# John Miles (piloto)

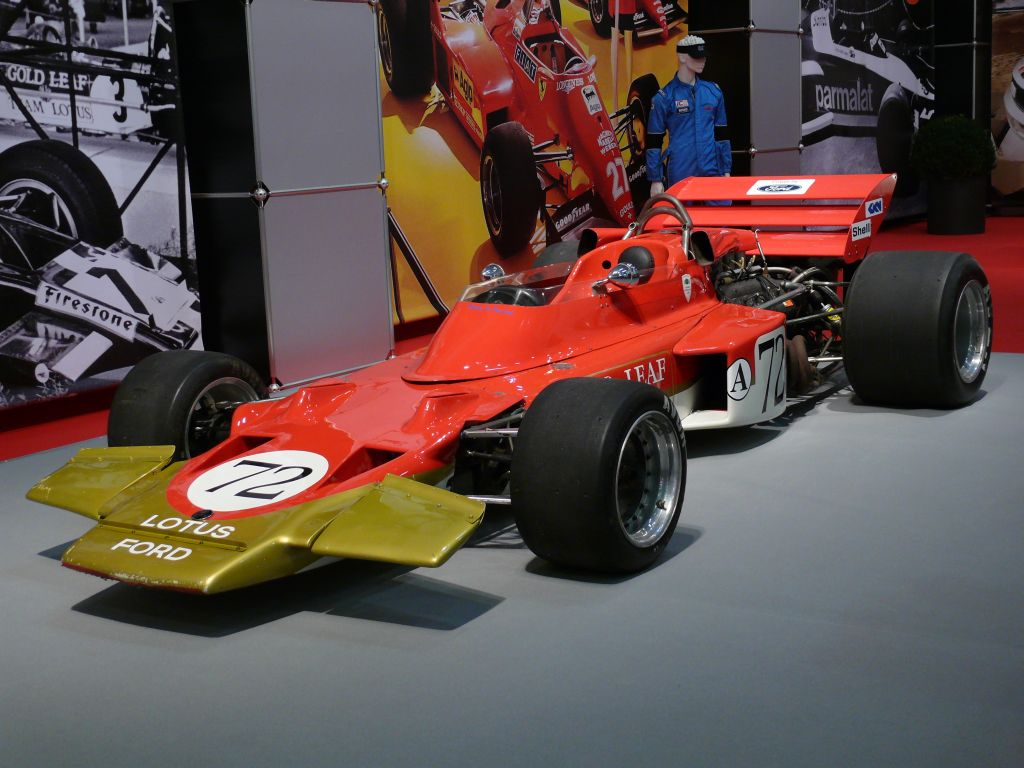
Lotus 72, último monoplaza que utilizó en F1.

John Miles (Londres, 14 de junio de 1943-Norfolk, 8 de abril de 2018) fue un piloto de automovilismo británico. En Fórmula 1 disputó 15 Grandes Premios con Team Lotus, obteniendo 2 puntos del campeonato.

## Carrera
Nacido en Londres en 1943, era hijo del actor Sir Bernard Miles. Después de competir en coches de turismo de joven, definitivamente se dedicó al automovilismo.
A los veinte años, gracias a numerosas victorias al volante de un Diva-Austin GT, fue descubierto por Colin Chapman, que lo ubicó en Team Lotus. En GT, John Miles se convirtió en una de las figuras del ascenso del automovilismo británico.
En 1969, compitió en carreras de F2. Después de buenas actuaciones en Vallelunga y Hockenheim, Chapman decidió darle un Lotus 63, con tracción a las cuatro ruedas, en Fórmula 1.
Fue nombrado oficialmente como compañero de equipo de Jochen Rindt para la temporada 1970. Miles terminó quinto en el primer Gran Premio, en Kyalami. Pero luego, en Jarama y Mónaco, Miles no logró clasificar para la carrera. Y durante el resto el año, se estancó en el medio de la grilla, mientras que Rindt obtenía victorias. Cuando Rindt murió durante las pruebas del Gran Premio de Italia, John decidió dejar el equipo inglés.
A pesar de que John Miles se convirtió en piloto de pruebas en BRM en 1971, solo realizó dos apariciones fuera de campeonato de F1. Volvió a los turismos, antes de retirarse de los deportes en 1973.
Luego fue periodista, músico e ingeniero de F1. Murió el 8 de abril de 2018, a los 74 años de edad.

## Resultados

### Fórmula 1
(Clave) (negrita indica pole position) (cursiva indica vuelta rápida)

| Año         | Escudería            | 1     | 2       | 3       | 4       | 5       | 6      | 7       | 8       | 9       | 10      | 11      | 12  | 13  | Pos. | Puntos |
| ----------- | -------------------- | ----- | ------- | ------- | ------- | ------- | ------ | ------- | ------- | ------- | ------- | ------- | --- | --- | ---- | ------ |
| 1969        | Gold Leaf Team Lotus | RSA   | ESP     | MON     | NED     | FRA Ret | GBR 10 | GER     | ITA Ret | CAN Ret | USA     | MEX Ret |     |     | NC   | 0      |
| 1970        | Gold Leaf Team Lotus | RSA 5 | ESP DNQ | MON DNQ | BEL Ret | NED 7   | FRA 8  | GBR Ret | GER Ret | AUT Ret | ITA DNS | CAN     | USA | MEX | 19.º | 2      |
| Referencia: |                      |       |         |         |         |         |        |         |         |         |         |         |     |     |      |        |